# Automobile Club de Monaco

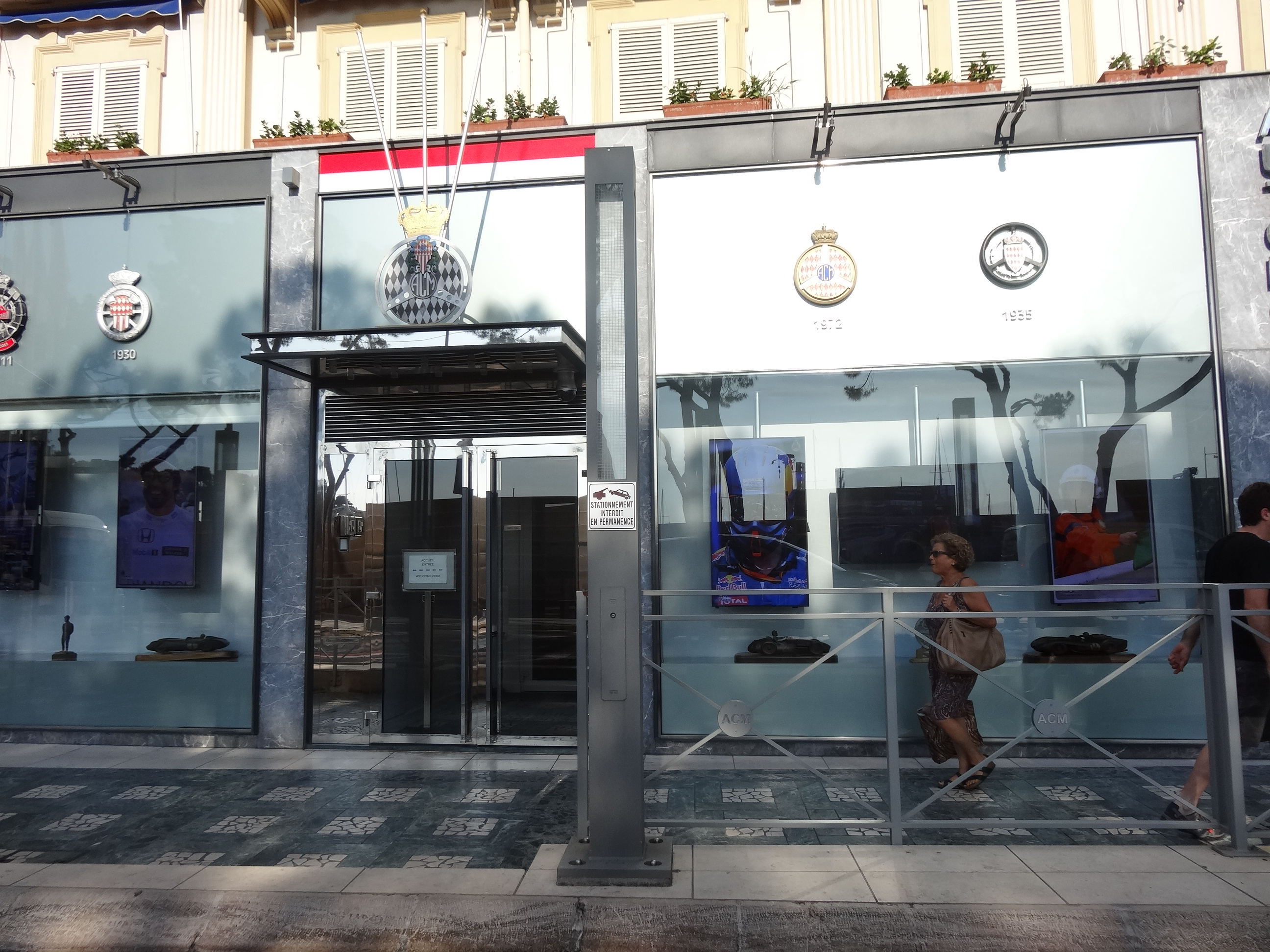
Automobile Club de Monaco

Der Automobile Club de Monaco, auch als ACM abgekürzt, ist der bekannteste Motorsportverein Monacos und zugleich Träger der nationalen Sporthoheit im Automobilsport. Er wurde 1890, ursprünglich als Fahrrad-Sport-Club gegründet, wechselte öfter den Namen und erhielt seine heutige Bezeichnung im Jahr 1925. Heute ist der ACM vor allem als Veranstalter des Großen Preises von Monaco und der Rallye Monte Carlo international bekannt.
Der ACM vertritt die nationalen Interessen im Weltverband FIA und hat bei der FIA den Status eines ASN (franz.: Autorité Sportive Nationale, Träger der nationalen Sporthoheit). Entsprechend ist der Automobile Club de Monaco für die Umsetzung und Überwachung der internationalen Vorschriften und für die Vergabe von Lizenzen zuständig. Sie ist berechtigt, internationale FIA-Lizenzen für ihre nationalen Lizenznehmer auszustellen.

## Geschichte

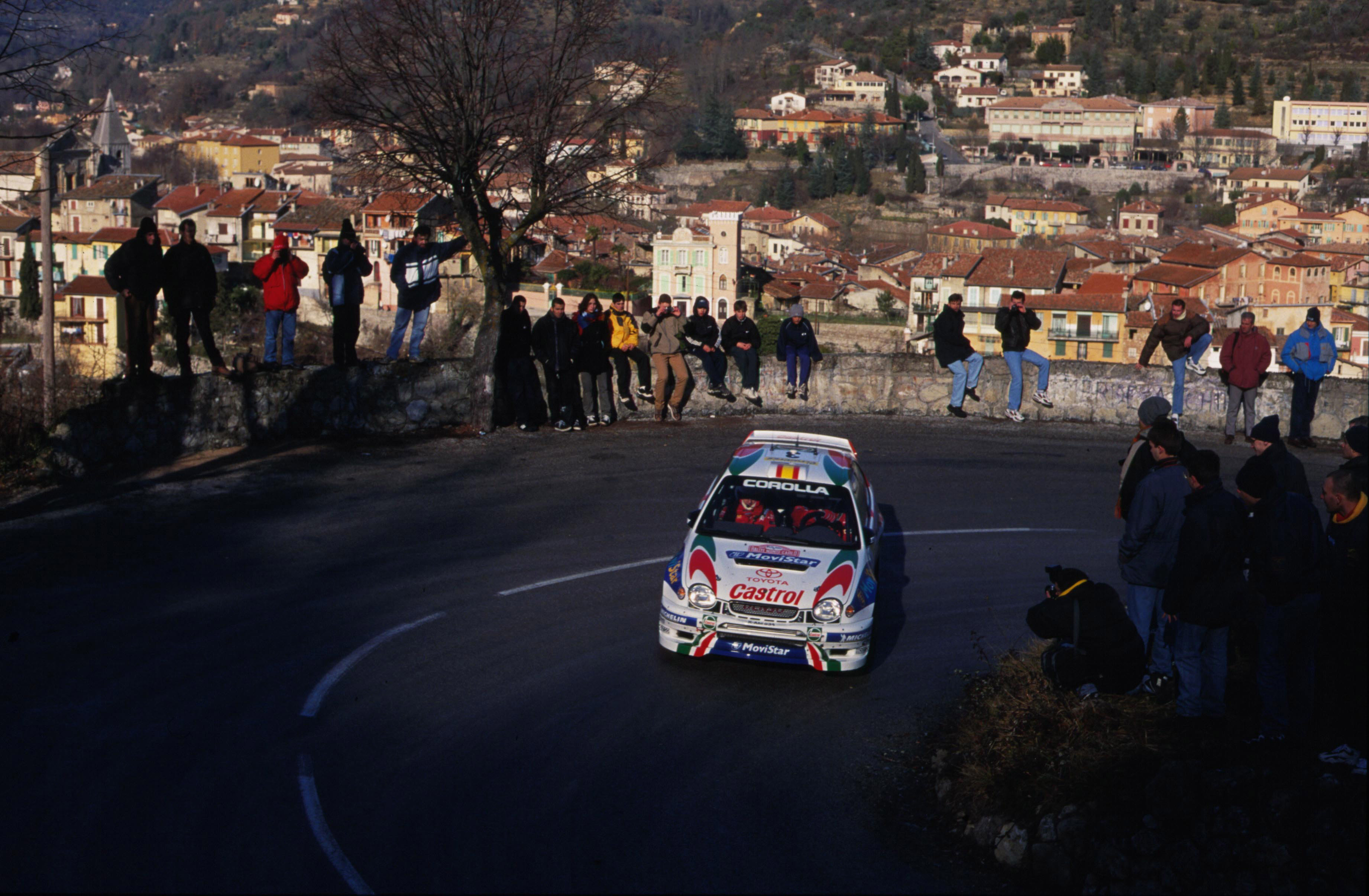
Carlos Sainz bei der Rallye Monte Carlo 1999

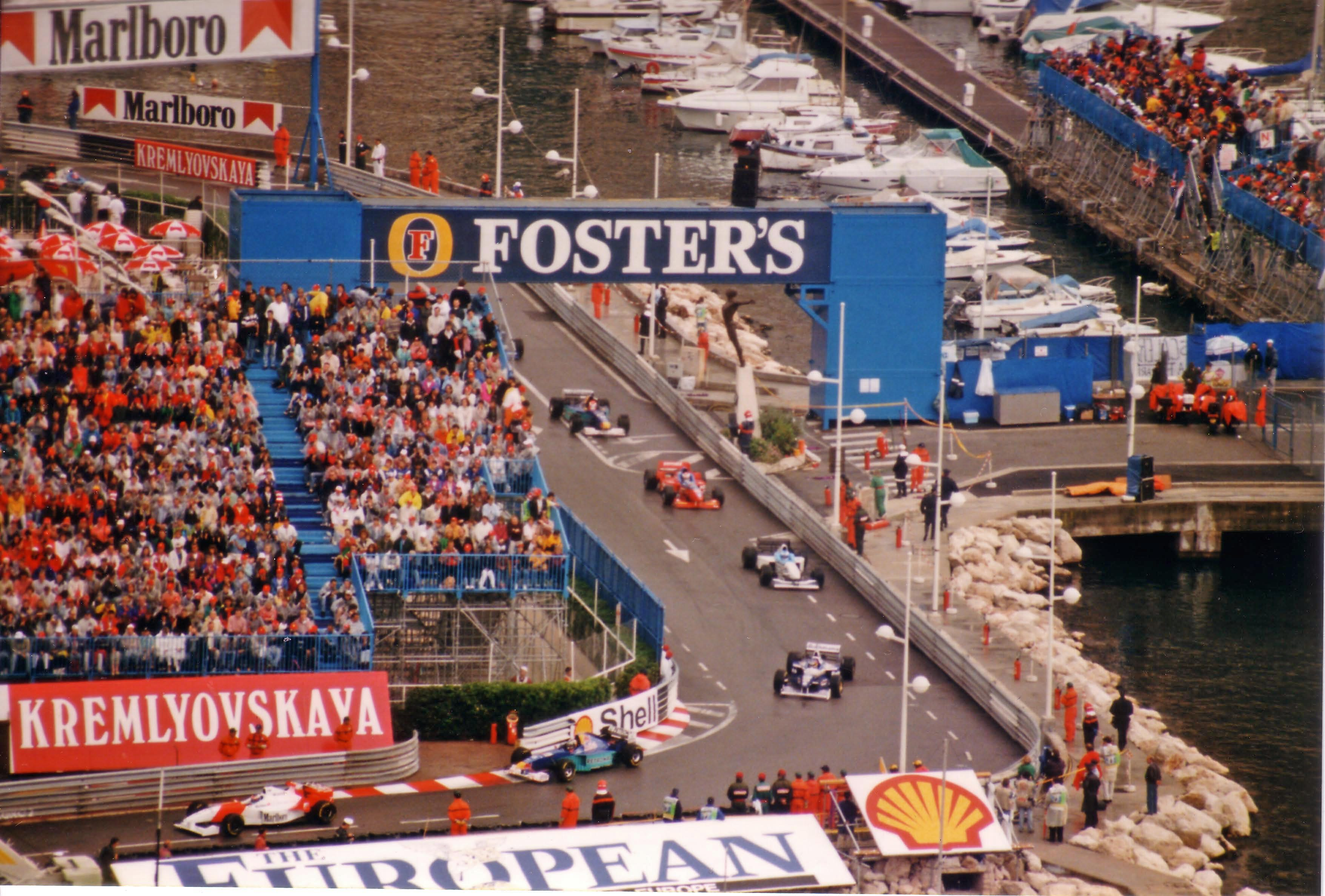
Einführungsrunde beim GP Monaco, 1996

Die Geschichte des ACM begann, während der Herrschaft von Fürst Albert I., am 26. August 1890 mit der Sport Vélocipédique Monégasque, die Vorläuferin des heutigen Clubs. Diese Vereinigung trat schon bald, ihrem größeren, französischen Pendant, der Union Vélocipédique de France bei. Die uniformierten Clubmitglieder veranstalteten damals Ausfahrten, Paraden und Wettbewerbe.
Es wurde bereits 1894 das erste Automobilrennen organisiert, das von Paris nach Rouen führte. Am 28. August 1907 nahm der Club den Namen Sport Automobile et Vélocipédique de Monaco (SAVM) an. Zwei Jahre später, zu einer Zeit, in der das Fürstentum mit nahen Küstenstädten wie Nizza und Sanremo um Touristen buhlte, initiierten der Präsident der SAVM, Alexandre Noghès, und sein Sohn Antony die Idee einer Motorsportveranstaltung, welche im Januar ausgetragen werden sollte, um auf das milde Klima Monte Carlos aufmerksam zu machen.
Die erste Rallye Automobile Monte-Carlo fand im Januar 1911 statt. Damals handelte es sich noch um eine so genannte Sternfahrt, die auch in der Wintersaison Touristen ins Fürstentum Monaco locken sollte. Am 21. Januar 1911 starten in Genf, Paris, Boulogne-sur-Mer, Berlin, Wien und Brüssel insgesamt 20 Teilnehmer nach Monaco. Allgemein gilt diese Rallye als die älteste, immer noch ausgetragene, Motorsportveranstaltung ihrer Art.
Am 29. März 1925, wurde der Name SAVM zugunsten, des bis heute gültigen, "Automobile Club de Monaco" (ACM) aufgegeben. Der Präsident der ACM, Alexandre Noghès, entsandte sein Sohn Anthony, zur AIACR (Association Internationale des Automobiles Club Reconnus – dem Vorgänger des heutigen internationalen Automobilsport-Dachverbandes Fédération Internationale de l’Automobile) um einen Beitritt des ACM zu verhandeln. Zunächst wurde der Beitritt verweigert, weil die ACM nicht genug Motorsport-Veranstaltungen durchführte. Daraufhin schlug Anthony Noghès vor, einen Grand Prix in den Straßen des Fürstentums zu organisieren. Diese Idee wurde, mit dem damaligen Rennfahrer, Louis Chiron umgesetzt und beide erstellten den Streckenverlauf, der sich seit der Gründung nur wenig geändert hat. Am 14. April 1929 wurde der erste Grand Prix von Monaco gestartet.
Als Saisonauftakt der Rallye-Weltmeisterschaft 2012 wird am 18. Januar die achtzigste Rallye Automobile Monte-Carlo gestartet, während in der Formel-1-Saison 2012 der siebzigste Grand Prix de Monaco am 27. Mai ausgetragen wird.

## Motorsportveranstaltungen
Der ACM ist verantwortlich für die Durchführung oder die Unterstützung der folgenden Motorsportveranstaltungen:
- Rallye Automobile Monte-Carlo (Rallye Lauf)
- Grand Prix de Monaco (Formel 1)
- Rallye Monte-Carlo Historique (Rallye für historische Fahrzeuge)
- Grand Prix de Monaco Historique (Rundstreckenrennen für historische Fahrzeuge)
- Rallye Monte-Carlo des Énergies Nouvelles et Électriques (Rallye für Fahrzeuge mit alternativen Antrieben)
- Monaco Kart Cup (Kartrennen)